# Sorimanaon
Sorimanaon is een bestuurslaag in het regentschap Tapanuli Selatan van de provincie Noord-Sumatra, Indonesië. Sorimanaon telt 723 inwoners (volkstelling 2010).